# Himantolophus groenlandicus
Himantolophus groenlandicus ist ein Tiefseefisch aus der Familie der Himantolophidae. Die Art wird deutsch, wie auch andere Vertreter der Gattung, als „Fußballfisch“ bezeichnet, der englische Name ist „Atlantic footballfish“.

## Aussehen
Wie alle Vertreter der Gattung besitzt Himantolophus groenlandicus einen ballonförmigen, kurzen Körper mit glatter Oberfläche, das Vorderende ist auffallend verkürzt und abgerundet. Während das Weibchen eine Körperlänge von 60 cm SL erreichen soll, bleibt das Männchen mit maximal 460 Millimetern Länge wesentlich kleiner. Das größte tatsächlich vermessene Weibchen (der Holotypus aus Grönland) war 465 Millimeter lang. Die Tiere sind, einschließlich der Mundöffnung, dunkelbraun bis schwärzlich oder grau gefärbt. Meist tragen sie unregelmäßig geformte, weiße oder hell pigmentierte Flecken auf dem Kopf und der Oberseite des Körpers.
Das Maul ist schief aufwärts gerichtet bis beinahe vertikal und trägt kleine, spitze Zähne, die in mehreren Reihen sitzen. Die Kopfvorderseite trägt zahlreiche kurze warzenartige Papillen, die entlang des Mauls zu breiten Lippen verdichtet sind. Die verhältnismäßig kurze „Angel“ (anatomisch Illicium genannt, eine Umbildung eines Flossenstrahls der ersten Rückenflosse) entspringt der Kopfoberseite oberhalb der Augen, sie besteht aus einem massiven Stiel und einer Krone (Esca) mit vielen robusten fein verzweigten Tentakeln. Die Esca trägt Leuchtorgane (Biolumineszenz durch symbiontische Bakterien), durch ihr Licht angelockte Beuteorganismen werden verschlungen. Die Oberfläche von Kopf und Körper besitzt weit verstreute kleine runde Knochenplatten, die jeweils einen kurzen konischen Mitteldorn tragen. Die Flossen tragen weiche, am Ende zugespitzte, aber nicht vorstehende Flossenstrahlen, Die Flossenformel ist: D 5–6, A 4. Die Brustflossen besitzen 14 bis 18 Flossenstrahlen. Flossenstacheln sind fehlend.
Die Art ist von den verwandten Arten der Gattung ausschließlich anhand der Form und Verzweigung der Esca differenzierbar.

## Verbreitung und Lebensweise

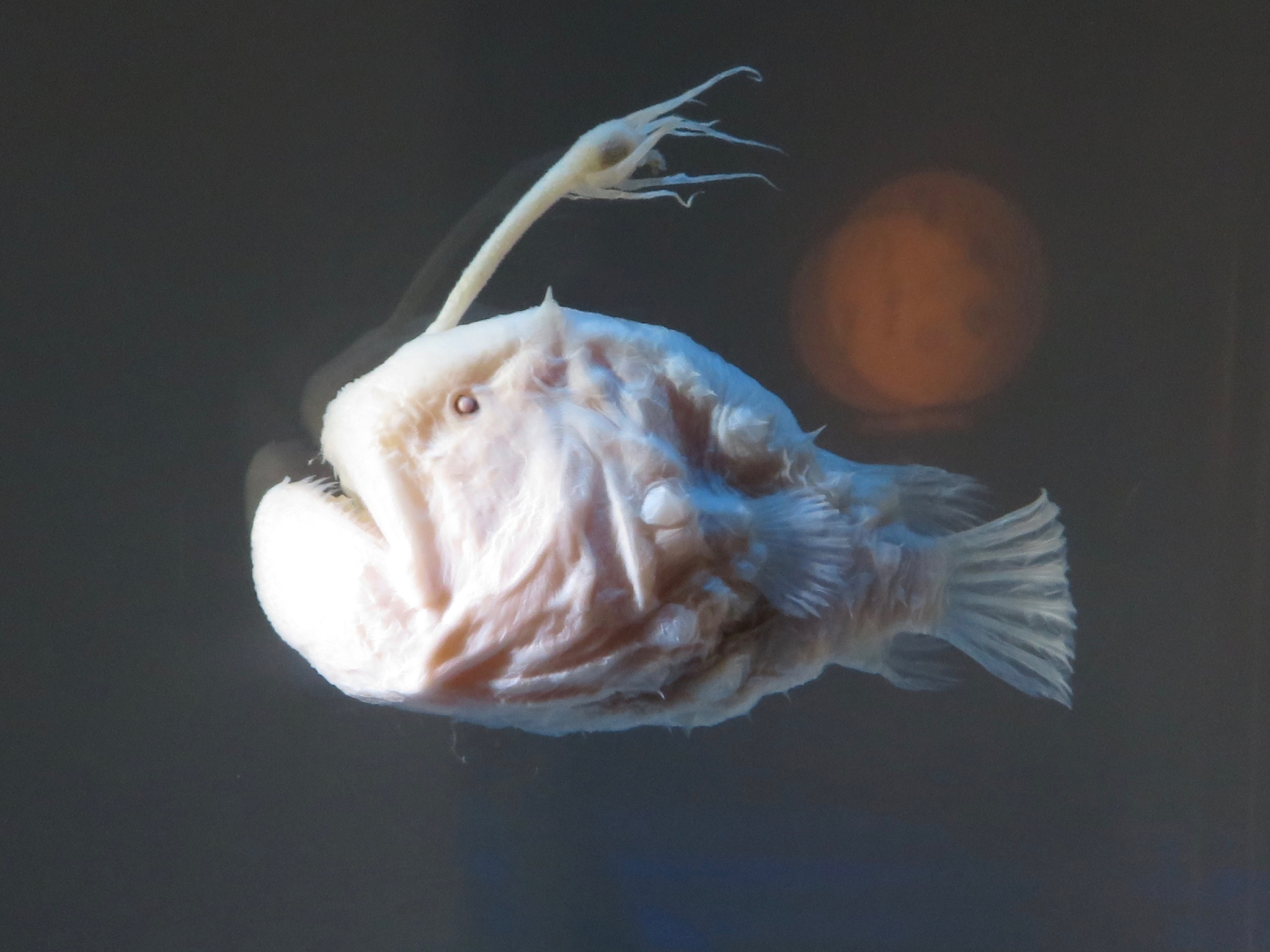
Fußballfisch mit Illicium

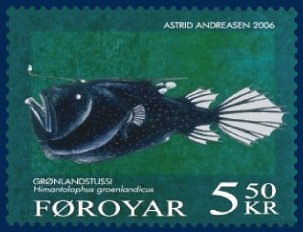
Briefmarke der Färöer-Inseln (2006)

Die Art gehört zu den am häufigsten gefangenen und am weitesten verbreiteten Vertretern der Gattung. Sie wird angegeben aus dem Nordost-, Nordwest- und Südost-Atlantik. An der amerikanischen Küste liegen die südlichsten Nachweise im Golf von Mexiko, Funde aus dem Südwestatlantik, vor der Küste Südamerikas, sind nicht bekannt geworden, die Art fehlt auch im Mittelmeer. Angaben aus dem Pazifischen Ozean erwiesen sich als Fehlbestimmungen. Möglicherweise kommt die Art aber im westlichen Indischen Ozean vor, sichere Funde gibt es hier vor der Küste der Republik Südafrika.
In europäischen Gewässern wurde die Art selten an der Küste Irlands, vor der norwegischen Küste und in der Bucht von Biskaya gefunden. Vor der Süd- und Westküste Islands, wo die Art die am häufigsten gefangene Art der Gattung ist, lebt sie gemeinsam mit Himantolophus albinares, Himantolophus mauli und Himantolophus melanophus. Die Art ist die am weitesten nördlich nachgewiesene Art der Gattung.
Die Art wird frei schwimmend (pelagisch) angegeben, die Larven leben vermutlich nahe dem Meeresgrund. Weibchen wurden in 250 bis 1.800 Meter Wassertiefe gefangen. An Weibchen, die an Bord eines Schiffes genommen, hier noch etwa 24 Stunden überlebten, wurde beobachtet, dass die Tiere, wenn am Hinterende berührt, sich blitzschnell zu einer Bissattacke umdrehen. Gelegentlich wurden Individuen im Magen von Walen gefunden.
Wie bei den verwandten Anglerfischen wird angenommen, dass die Art das Illicium wie eine Angel zum Anlocken von Beute einsetzt. Als „Köder“ wirkt vermutlich das Leuchtvermögen, da Licht bekanntermaßen auf viele Tiefseeorganismen anlockend wirkt. Tatsächliche Beobachtungen lebender Exemplare in ihrem Lebensraum liegen allerdings nicht vor. Bertelsen und Krefft beobachteten an einem noch lebenden, aus der Tiefe gezogenen Exemplar der Art, dass es das Ilicium in einer recht raschen Bewegung, ungefähr sechsmal pro Minute, in einer bogenförmigen Bahn durch das Wasser bewegte, synchron mit den Atembewegungen der Kiemendeckel. Sie konnten aber nicht sichergehen, ob es sich dabei um eine aktive oder passive Bewegung handelte.

## Fortpflanzung
Obwohl die Männchen dieser Art viel kleiner als die Weibchen sind, parasitieren sie nicht auf dem Weibchen. Die Befruchtung ist unsicher, es wurden bisher keine Weibchen mit voll entwickelten, reifen Eiern gefangen. Die Zuordnung von männlichen Tieren zu der nach einem Weibchen beschriebenen Art ist damit unsicher. Männliche Fische, die der Gattung zugehörig sind, wurden in der Himantolophus brevirostris-Artengruppe beschrieben, die vermutlich der groenlandicus-Artengruppe, die anhand der Weibchen aufgestellt worden ist, entspricht. Welche der beschriebenen Arten tatsächlich das Männchen dieser Art ist, ist unbekannt.

## Gefährdung und Schutzmaßnahmen
Da diese Art relativ weit verbreitet ist und nur gelegentlich als Beifang gefischt wird, wird sie von der IUCN als least concern, also ungefährdet, gelistet.

## Forschungsgeschichte
Diese Art ist der erste Tiefsee-Anglerfisch, der wissenschaftlich beschrieben wurde. Im Jahr 1833 wurde ein unbekannter, ungewöhnlich aussehender Fisch nach einem schweren Sturm an die Küste der grönländischen Hauptstadt Nuuk angespült. Ein dänischer Kapitän sammelte ihn auf und sandte ihn an Johannes Christopher Hagemann Reinhardt, einen Professor für Zoologie an der Universität von Kopenhagen. Dieser beschrieb die Art im Jahr 1837. Reinhardt bemerkte die Ähnlichkeit zu im Flachwasser lebenden Fischen wie Seeteufel und Anglerfischen, mit denen er später zu einer „Pediculati“ genannten Gruppe zusammengefasst wurde.

## Taxonomie und Phylogenie
Himantolophus groenlandicus ist die Typusart der Gattung Himantolophus und damit der (monotypischen) Familie Himantolophidae. Synonyme sind Himantolophus reinhardti Lütken, 1878, Corynolophus ranoides Barbour, 1942. Gemeinsam mit sechs anderen Arten der Gattung bildet die Art die groenlandicus-Artengruppe.